# Taburete dorado

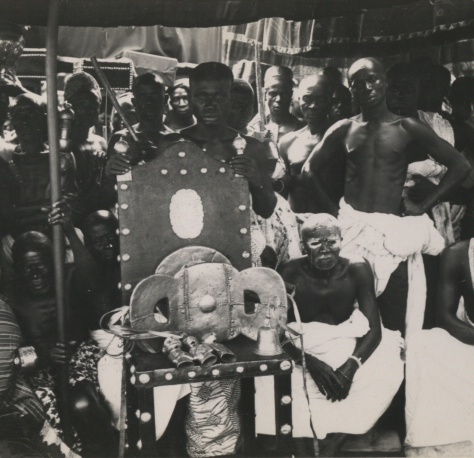
El taburete dorado en un trono (1935)

Bandera asante que usa el taburete dorado como símbolo en su centro.

El taburete dorado o banquillo de oro (en asante-twi Sika 'dwa) es el trono real y símbolo sagrado de los ashanti. Según la leyenda, Okomfo Anokye, alto sacerdote y uno de los dos fundadores de la Confederación Asante, hizo que el taburete descendiera del cielo y aterrizara en el regazo del primer rey, Osei Tutú. Este tipo de asientos eran tradicionalmente símbolo del liderazgo de un cacique pero al taburete dorado se le atribuía el espíritu de la nación asante, incluyendo vivos, ancestros y aquellos aún por nacer.

## Simbología y ritual
En el mundo asante un taburete se considera el asiento del alma del dueño y cuando no está en uso se coloca contra una pared de modo que otras almas puedan usarlo. En la cultura asante cada taburete está hecho de un solo bloque de madera de alstonia boonei tallado. Los diseños tienen significados simbólicos que hacen que cada taburete sea único, destinado a una persona en concreto. Algunos diseños contienen imágenes o formas animales que recuerda la persona que lo utilizó. 
El trono real nunca tiene debe tocar la tierra sino que se coloca sobre una manta. Durante una coronación, el rey es levantado y bajado sobre el taburete sin tocar el suelo. Se lleva un trono ante al rey en una almohada, tan sólo el asantehene o rey puede tocarlo.

## Conflicto
La propiedad del trono real ha sido causa de guerras. En 1896, el asantehene Prempeh fue deportado antes que perder la guerra y el trono. En 1900, Sir Frederick Hodgson, gobernador de la Costa de Oro, exigió sentarse en el taburete dorado y ordenó que le fuera cedido. Su actitud provocó una rebelión armada llamada guerra del taburete dorado, que terminó con la anexión de Ashanti al imperio británico pero preservando la santidad del taburete dorado. 
En 1921, trabajadores de carreteras africanos descubrieron el taburete y le despojaron de algunos de sus ornamentos de oro. Fueron puestos bajo custodia protectora por las autoridades británicas, antes de ser juzgados según la costumbre local y sentenciados a muerte Las autoridades coloniales intervenieron y la pena fue conmutada por exilio. Los británicos dieron una garantía de no interferir sobre el taburete y así fue devuelto de la clandestinidad.
En 1935 el taburete fue utilizado en la coronación de Osei Tutú Agyeman Prempeh II.

## Aspecto y artesanía
El taburete dorado es un asiento curvado de 46 cm de alto sobre una plataforma de 61 cm de ancho y 30 cm de profundidad. Su superficie entera esta recubierta con oro y de ella cuelgan campanas para advertir al rey de peligros inminentes. Sólo el rey, la reina, el príncipe y los asesores reales saben el sitio donde se guarda. Se han construido réplicas para los jefes, que son ennegrecidas con sangre de animal en ceremonias simbólicas a su muerte.